# Perebea xanthochyma
Perebea xanthochyma är en mullbärsväxtart som beskrevs av Karst.. Perebea xanthochyma ingår i släktet Perebea och familjen mullbärsväxter. Inga underarter finns listade i Catalogue of Life.